# هرمز ششم
هرمَز ششم یا هرمَز پنجم سابق از آخرین پادشاهان ساسانی است. از او و شاه بعدی خسرو چهارم که بین سال‌های ۶۳۰ تا ۶۳۲ میلادی به سلطنت رسیدند، جز نامی از آن‌ها به جای نمانده‌است. به نظر می‌رسد که آن‌ها فقط در بعضی از قسمت‌های کشور به‌پادشاهی پذیرفته شدند. سکه‌هایی با نام هرمز با بن مایه نقوش سکه‌های خسرو پرویز و سه سال عددی وجود دارد که در شهرهای مختلف ضرب شده‌است. اکثر کارشناسان این نوع سکه را به هرمز پنجم یا سپاهبد فرخ هرمزد نسبت می‌دهند. برخی از محققان اعتقاد دارند که سکه‌های به نام هرمز متعلق به یک شخص نیست بلکه متعلق به دو شخص با عنوان‌های هرمز پنجم و هرمز ششم‌است.
بنابر نظر کریستن سن هرمز پنجم تنها در بعضی از قسمت‌های کشور، به‌پادشاهی پذیرفته شد. از طرفی دیگر ملک ایرج مشیری اعتقاد دارد که بررسی‌های سکه‌شناسان نشان می‌دهد که، هرمز پنجم فقط در قسمتی از ایران پادشاهی نکرده‌است و تعداد زیادی از سکه‌های او ضرب تیسفون است همچنین سکه‌های دیگری نیز از وی ضرب ری و استخر پیدا شده‌اند. با وجودیکه هیچ سکه‌ای از سال اول پادشاهی او یافت نشده‌است، سکه‌های سال دوم او بسیار فراوان هستند. احتمالاً هرمز پنجم شخصیتی بزرگتر از آن چه در تاریخ شناخته شده بوده‌است و به نظر برخی از محققان این شخص کسی جز سپاهبد فرخ هرمزد نمی‌تواند باشد. به همین سبب شخصیت هرمز پنجم قدیم به فرخ هرمز نسبت داده می‌شود.
احتمالاً این هرمز همان خواستگار آزرمیدخت، به نام سپاهبد فرخ‌هرمزد (پدر رستم فرخ‌هرمزد) بوده و ابتدا به عنوان هرمز پنجم شناخته می‌شده‌است تا زمانی که سکه‌های شخص دیگری به نام هرمز پیدا می‌شود که زمان انتشار آن در اوایل سال‌های حکومت خسرو پرویز یعنی زمانی زودتر از انتشار این سکه بوده‌است. بنابراین برای جا بازکردن برای این شاه تازه کشف شده، نامگذاری عوض شده و به سکه‌های هرمز پنجم، سکه‌های هرمز پنجم سابق یا هرمز ششم گفته می‌شود. صاحب این سکه‌های هرمز پنجم جدید به خوبی شناخته شده نیست اما گمان می‌رود متعلق به مهرهرمزد پسر مردانشاه (پاذوسپان نیمروز) باشد.